# Melofon

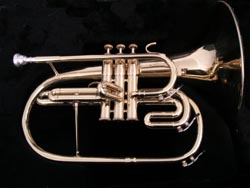
Melofon

Melofon – instrument muzyczny z grupy instrumentów dętych blaszanych. 
Jest to odmiana waltorni przeznaczona głównie do dętych orkiestr marszowych. Sposobem zadęcia i budową zbliżony jest on jednak bardziej do trąbki. Nieco inny jest więc także i ustnik. Popularny instrument w amerykańskich orkiestrach, w Polsce raczej rzadki. Melofony buduje się zazwyczaj w stroju F lub Es.